# Берёзовка (приток Лысьвы)
Берёзовка (в верховьях Большая Берёзовка) — река в Лысьвенском городском округе Пермского края, приток Лысьвы (притока Чусовой). Исток — в 2,7 км юго-восточнее села Олени. Впадает в Лысьву слева в 27 км от её устья, в 0,8 км юго-восточнее ж/д станции Лязгино. В среднем течении на реке — деревня Выломово. Длина реки 31 км, водосборная площадь 161 км².

## Данные водного реестра
По данным государственного водного реестра России, река относится к Камскому бассейновому округу, бассейн реки Кама, подбассейн — Кама до Куйбышевского водохранилища (без бассейнов рек Белой и Вятки), водохозяйственный участок реки — Чусовая от в/п пгт. Кын до устья. Код объекта в государственном водном реестре — 10010100712111100012020.